# 横浜市消防局特別高度救助部隊
横浜市消防局特別高度救助部隊（よこはまししょうぼうきょくとくべつこうどきゅうじょぶたい、スーパーレンジャー、通称SR）は、横浜市消防局警防部警防課に設置されている大規模災害や特殊災害などの救助活動に対応するため、特別な技術・能力を有する隊員や装備で編成されている、本部直轄の特別高度救助隊である。

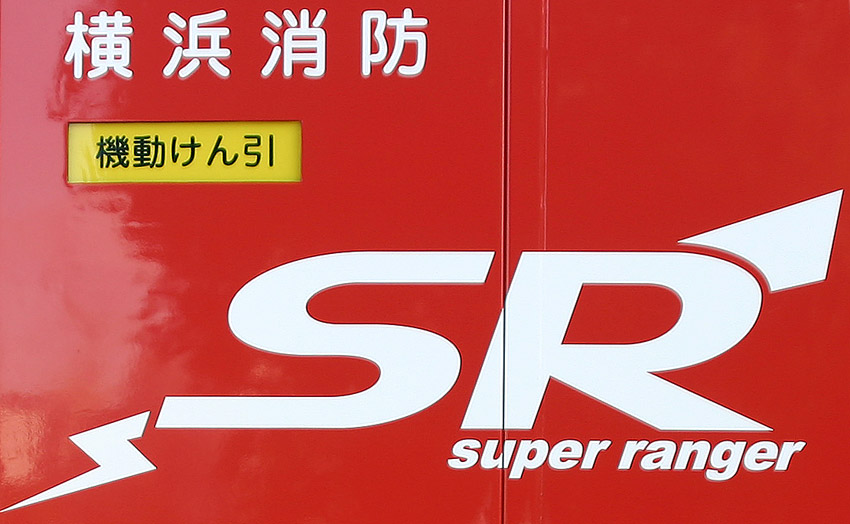
横浜市消防局 特別高度救助部隊 Super Ranger

## 発足
横浜市消防局は、戦後の開発や高度経済成長期の突入で都市環境が急速に変化したことから、様々な事故で人命救助活動の必要性が増すと想定し、どんな困難な状況にも対応できる不屈のレンジャー精神を養うために1963年7月から一部の消防隊員を陸上自衛隊の富士学校に派遣し、レンジャー技術を習得させ始め、米軍消防の装備を参考に油圧式救助器具や空気呼吸器などの装備を導入した。
1963年11月9日には横浜市で発生した鶴見事故において、横浜市消防局の陸上自衛隊で訓練を終えた第一期生の隊員らが出動し、人命救助に活躍した事を受けて横浜市消防局は1964年8月20日に、救助課を新設し人命救助の専門部隊として中消防署伊勢佐木消防出張所に「消防特別救助隊（通称：横浜レンジャー）」を創設。
1975年6月に伊勢佐木消防出張所の消防特別救助隊を「特別消防隊（通称：特消〈とくしょう〉）」に改称し、1983年に4月に特別消防隊を横浜市民防災センターに配転。
1997年4月には阪神・淡路大震災を教訓として「機動救助隊（通称：スーパーレンジャー）」を市民防災センターに暫定配置し、1999年4月に中消防署本牧和田消防出張所へ配転し、本牧和田消防出張所の震災・大規模災害対応部隊である機動救助隊（スーパーレンジャー）と市民防災センターの本部直轄部隊である特別消防隊（特消中隊）の2つの高度な救助部隊と市内の消防出張所に救助隊18隊を設置して、大規模災害時には本牧和田消防出張所の機動救助隊と機動支援隊を中核として特別消防隊や所轄の部隊も含め複数の部隊で救助機動中隊を編成する体制となった。
2006年4月1日になると総務省消防庁が「救助隊の編成、装備及び配置の基準を定める省令（昭和61年自治省令第22号）」の一部改正を行い、第6条の規定により「特別高度救助隊」を東京都および政令指定都市に整備をするよう定められた。
政令指定都市である横浜市も特別高度救助隊を設置する事となり、横浜市消防局は本牧和田消防出張所の機動救助隊（スーパーレンジャー）を特別高度救助隊として位置付けた。
2008年になると陸上救助機能に加えてNBC災害や水難救助など特殊な災害にも対応し大規模災害時に総括的役割を担う部隊を編成することが決定した。同年10月に本牧和田消防出張所の機動救助隊（スーパーレンジャー）と市民防災センターの特別消防隊（特消）を統合して保土ヶ谷区の消防局警防部警防課訓練救助係に「特別高度救助部隊（通称：スーパーレンジャー＝SR）」を創設し、2010年に市内18消防出張所に設置されている救助隊も「特別救助隊（通称：横浜レンジャー＝YR）」に改称した。
2012年には横浜市民防災センターに新たに特別高度救助部隊のNBC災害専門部隊として機動特殊災害対応隊（所属は消防局警防部）を創設した。
2019年3月中旬から2025年度末までの予定で横浜市消防局本部庁舎建替え工事のため、消防局本部庁舎配備部隊は中消防署本牧和田消防出張所等へ仮移転している。 2023年10月16日、総合指揮隊のみ先行して新庁舎に戻り、災害覚知直後からSRが司令センターにて情報収集をスタートできる体制が復活した。なお、旧司令センターのある別館は令和6年1月頃から改修工事を実施、特別高度救助部隊の執務室や緊急消防援助隊受援室などが整備され工事完了した令和7年2月に残るSRの各隊も本部に復帰した。

## 概要
特別高度救助部隊は、特別救助隊（横浜レンジャー：YR）の中から特別救助隊で経験が5年以上（最低でも3年以上）でなおかつ指導力がある者、大型自動車機関員・大型特殊自動車機関員・酸素欠乏危険作業主任者・潜水士・移動式クレーン運転士・玉掛作業者・ガス溶接作業主任者・足場の組立て等作業主任者などの中から一つ以上取得している者、広域応援出場に理解および意欲がある者、救助隊員が保持すべき基礎的諸能力の基準（横浜市消防局の定める救助隊認定試験）で1級以上の認定を受けている者などあらゆる条件を満たし者の中で、横浜市消防局の特別高度救助科訓練に参加して大規模災害に対応するための高度救助資機材を使用した捜索救助教育を修了した者により編成されている。
部隊は電磁波人命探査装置や画像探査装置など高度救助資機材や大型レッカー車やホイールローダーなどの重機も装備している。
大規模災害時には緊急消防援助隊として他県にも出場するほか、海外災害に派遣される国際消防救助隊に登録されている隊員も多い。
特別高度救助部隊（スーパーレンジャー：SR）と特別救助隊（横浜レンジャー：YR）との違いは、特別高度救助部隊：SRはワッペンが黒（特別救助隊：YRは水色）であり、左肩から白い飾り紐を下げていることと靴紐が白であること。これは、靴紐一本の汚れにまで注意を向ける心構えが、現場で救助活動を行うにあたっての注意力にもつながるという全身に緊張感を持つ心意気の表れから白紐になっている。また、特別高度救助部隊：SRは消防ヘリコプターと連携した活動を行うためにヘルメットの頭頂部に赤でAR（AirRescueの略：航空救助）と後頭部にSRと書いてある。
なお、市民防災センターに配備されている機動特殊災害対応隊は特別高度救助部隊の中で唯一NBC災害専門部隊であるため、特別救助隊資格者ではなくNBC災害の知識技術を持った隊員で構成され、オレンジ色の救助服ではなく一般の消防隊と同じ紺色の執務服を着用している。
特別高度救助部隊を含め横浜市の救助隊用車両には特段のマーキングは施されていなかったが、2009年にはTBSテレビの連続ドラマRESCUE〜特別高度救助隊の撮影に全面協力した際に、SRと稲妻が描かれたドラマ特製マーキングがなされ、その後正式に採用された。後に特別救助隊の救助工作車にはYR、水難救助隊の水難救助車にもWR（Water Rescue）のマーキングが施されている。
なお、横浜消防は日本で最初に消防救助隊を創設しており、その際陸上自衛隊のレンジャーを手本とし、また創設にも携わっているという経緯から救助隊を「レスキュー」ではなく「レンジャー」と通称している。
また、『RESCUE〜特別高度救助隊』では試験的に導入されたオレンジ色の防火服を使用していたが正式に採用されず、その後は別部隊と同じ銀色の防火服に戻され、防火帽の色を別部隊が銀色に対して特別高度救助部隊はガンメタとし他部隊との見分けられるようにしていた。
2025年4月1日より再び特別高度救助部隊はオレンジの防火衣と金色の防火帽となり、特殊災害対応隊は黒色の防火衣に更新された。

## 部隊編成

### 横浜市消防局本部庁舎

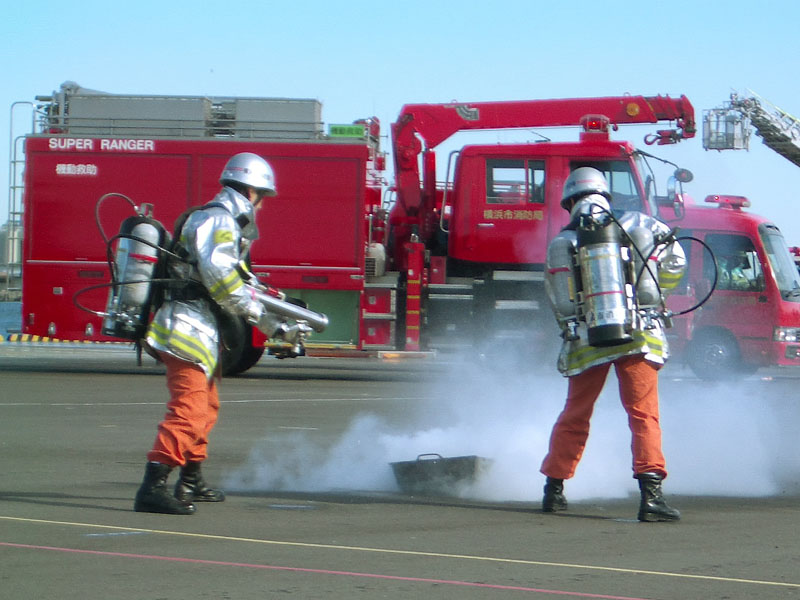
インパルス消火システムを使った消火訓練を行う機動救助隊（救助機動中隊時代に撮影。現在の特別高度救助部隊）

- 機動第一救助隊

大規模災害で必要とされる高度な救助技術を持った隊員で編成される。通常の救助資機材に加えて電磁波人命探査装置や画像探査装置（ボーカメ・ファイバースコープ）、音響探査機などの高度救助資機材を積載し四輪駆動でクレーン・ウインチ・発電照明灯・携帯高圧放水銃などを装備した機動第一救助工作車（救助工作車Ⅲ型）を運用している。
平常時は機動特別高度工作隊・総合指揮隊と共に市内全域の炎上火災事案に出場するほか緊急消防援助隊に登録されており大規模災害時には被災地で捜索・救助活動を行う。
東北地方太平洋沖地震に伴う東日本大震災では緊急消防援助隊として宮城県仙台市で捜索・救助活動行った他これまで国内で発生した多数の大規模災害に出場し活動している。
- 機動第二救助隊

通常の救助資機材に加えてNBC災害や水難救助など特殊災害に対応した資機材を積載したバス型の機動第二救助工作車を運用し水難救助、NBC災害など特殊災害での救助活動にも対応する。
平常時は管内の一般救助事案に出場するほか市内全域のNBC災害や水難救助事案に出場する。東日本大震災では緊急消防援助隊として福島第一原子力発電所事故に出場した。
- 機動けん引工作隊

36トンという高性能のレッカー装置を装備した機動けん引工作車を運用し交通救助や重量物挟まれ事故などに出動する。また大規模な震災などの際は被災地で活動障害となる障害物の排除活動や道路啓開を行う。
平常時は交通救助事案等に機動第二救助隊と共に出場する。初出場である東日本大震災では緊急消防援助隊として宮城県仙台市で活動した。
- 機動特別高度工作隊

大型ブロアーとウォーターカッターを装備した特別高度工作車を使用し煙や可燃性ガスの排煙活動や火花を出す機材が使えない環境下での切断作業などを行う。
平常時は機動第一救助隊・総合指揮隊と共に市内全域の炎上火災事案に出場する。
- 機動資機材搬送隊

高度救助資機材、高エネルギー事故対応資機材、都市型救助資機材、バルーン型投光器、その他災害状況に応じて積載する資機材などを積載した資機材搬送車によりあらゆる災害状況に対応する。
- 総合指揮隊

災害現場での消防戦術や活動方針など現場の指揮統制にあたる。
- 機動震災救助隊

航空自衛隊が保有するC-130型輸送機に積載可能な総務省消防庁から貸与された機動震災救助車（救助工作車Ⅳ型）により大地震が発生した際に緊急消防援助隊として被災地へ派遣される。能見台特別救助隊の運用する震災救助車と二台一組で活動する。

### 横浜市民防災センター

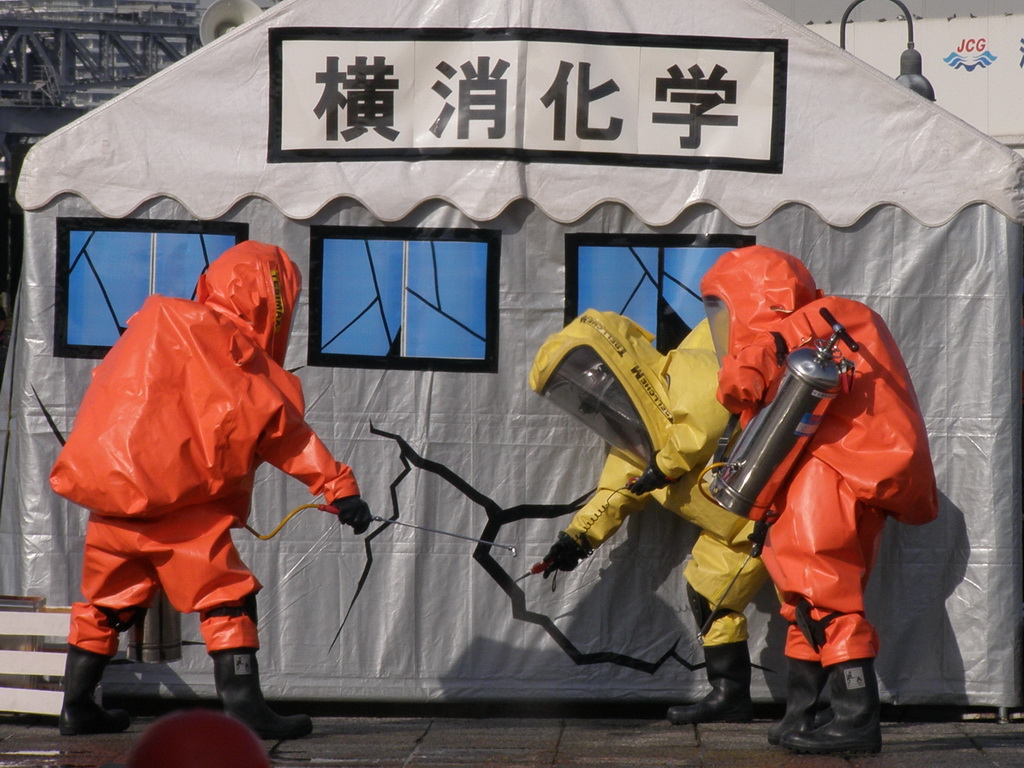
NBC災害対応除染訓練を行う機動特殊災害対応隊

- 機動特殊災害対応隊

NBC災害に対応することを目的とし、特殊災害対応自動車と各種測定機器、陽圧型化学防護服、放射線防護服などを装備している。いわゆるNBC災害対応部隊である。
- 機動高発泡隊

機動高発泡車を使用し、一般火災に対応するとともに、地下街や倉庫等の密閉構造物内で火災が発生した際には、高膨張泡を送り込み、排煙と消火を同時に行う。
- 機動支援隊

シャワー、トイレ、キッチンなどを装備した支援車により自己完結体制を確保する。長時間に及ぶ活動や緊急消防援助隊として他都市へ応援出場し後方支援にあたる。
- 機動送水隊

遠距離大容量送水装置の送水車を運用しホース延長車と連携して海や湖沼、河川等の規模が大きい水利から現場へ送水する。平常時は機動消防隊として横浜駅及びみなとみらい地区周辺の火災事案に出場する。
- 機動延長隊

送水用の大口径ホースを分割搭載した遠距離大容量送水装置のホース延長車を運用し送水車と連携して送水作業を行う。

### 以前存在した部隊
- 機動耐熱救助隊

耐熱装甲型救助車（スーパーファイター327）を使用し、他の消防隊員が接近できない現場での救助活動を行う。 耐熱装甲型救助車は、自衛噴霧装置により、600度の熱に耐える機能を持っている。特別消防隊時代、2000年の有珠山噴火災害に緊急消防援助隊として派遣され、警戒区域内に取り残された男性を救出している。2009年に耐熱装甲型救助車が廃車となったために同部隊も現在は存在しない。
- 機動排除作業隊 :機動排除作業車（ホイールローダー）により活動に障害になる障害物の排除や道路啓開などを行う。当初は機動震災作業隊という名称だった。車両の更新でホイルローダからショベルカーに更新され現在は鴨居重機搬送隊が運用している。

### 特殊車両

#### 消防局本部（保土ヶ谷区）

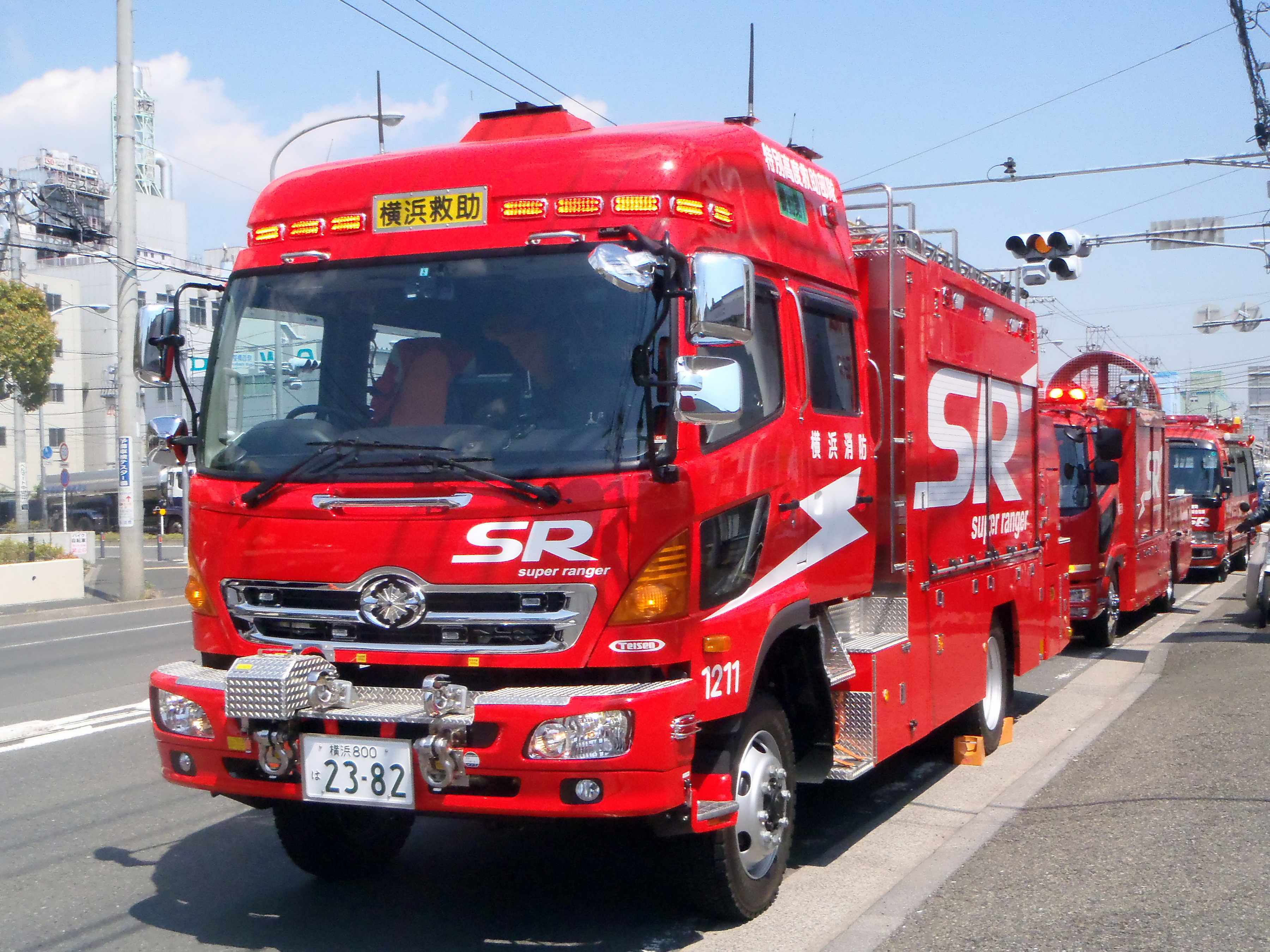
機動第1救助工作車（平成25年度配備）
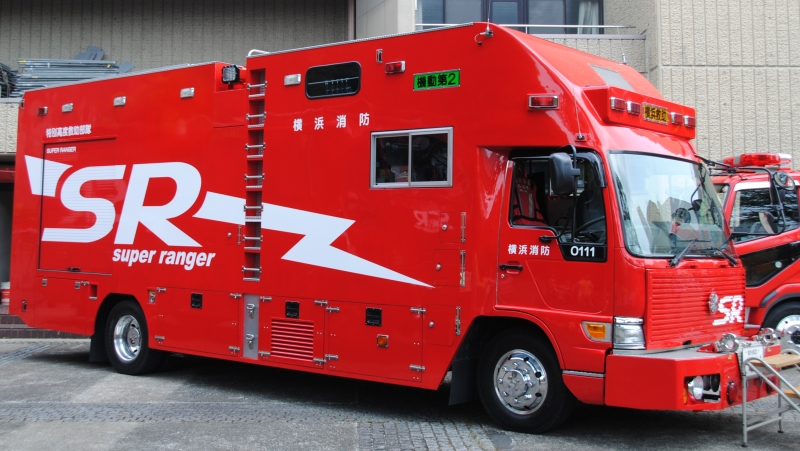
旧機動第2救助工作車（平成14年度配備）（廃車済み）
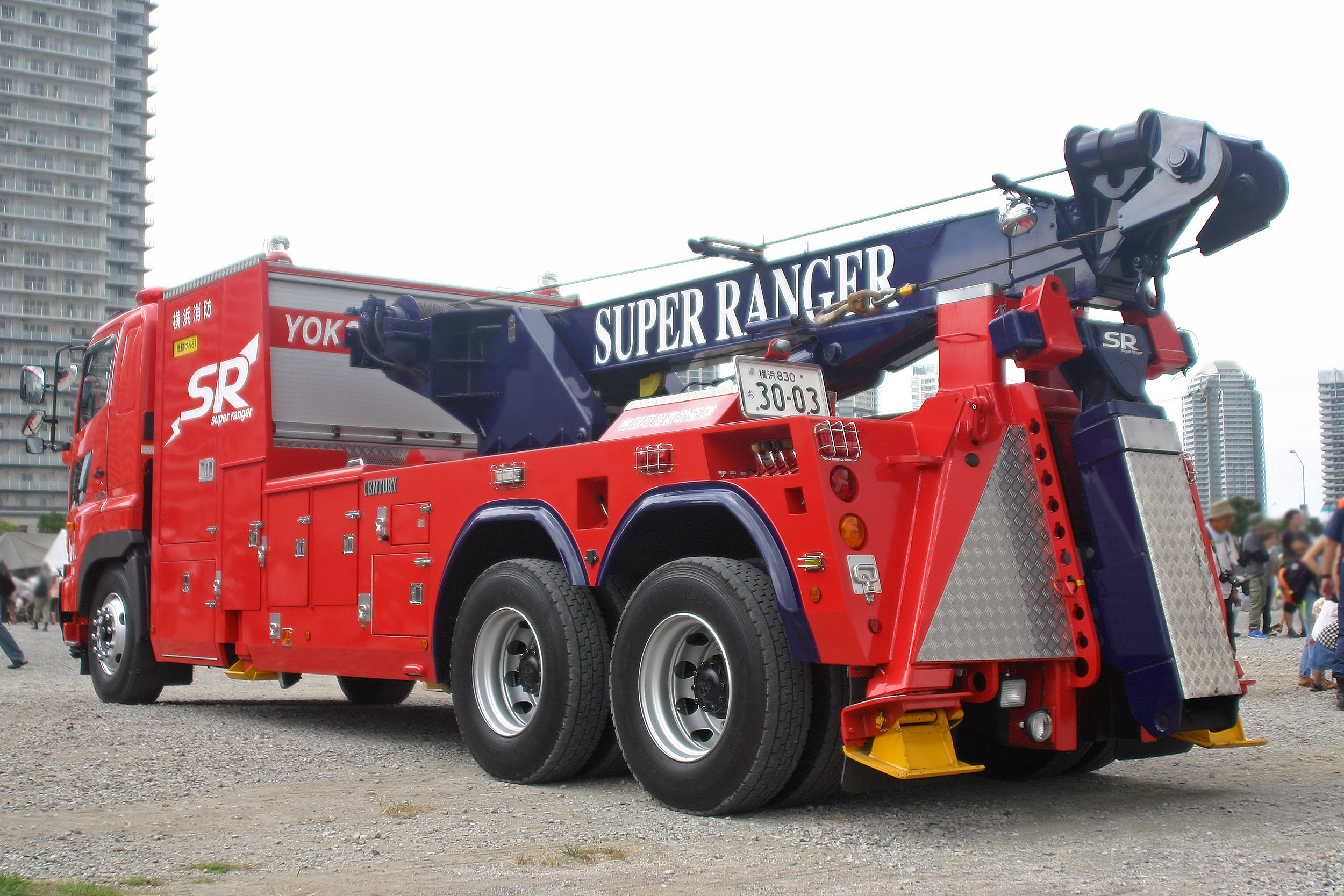
機動けん引工作車
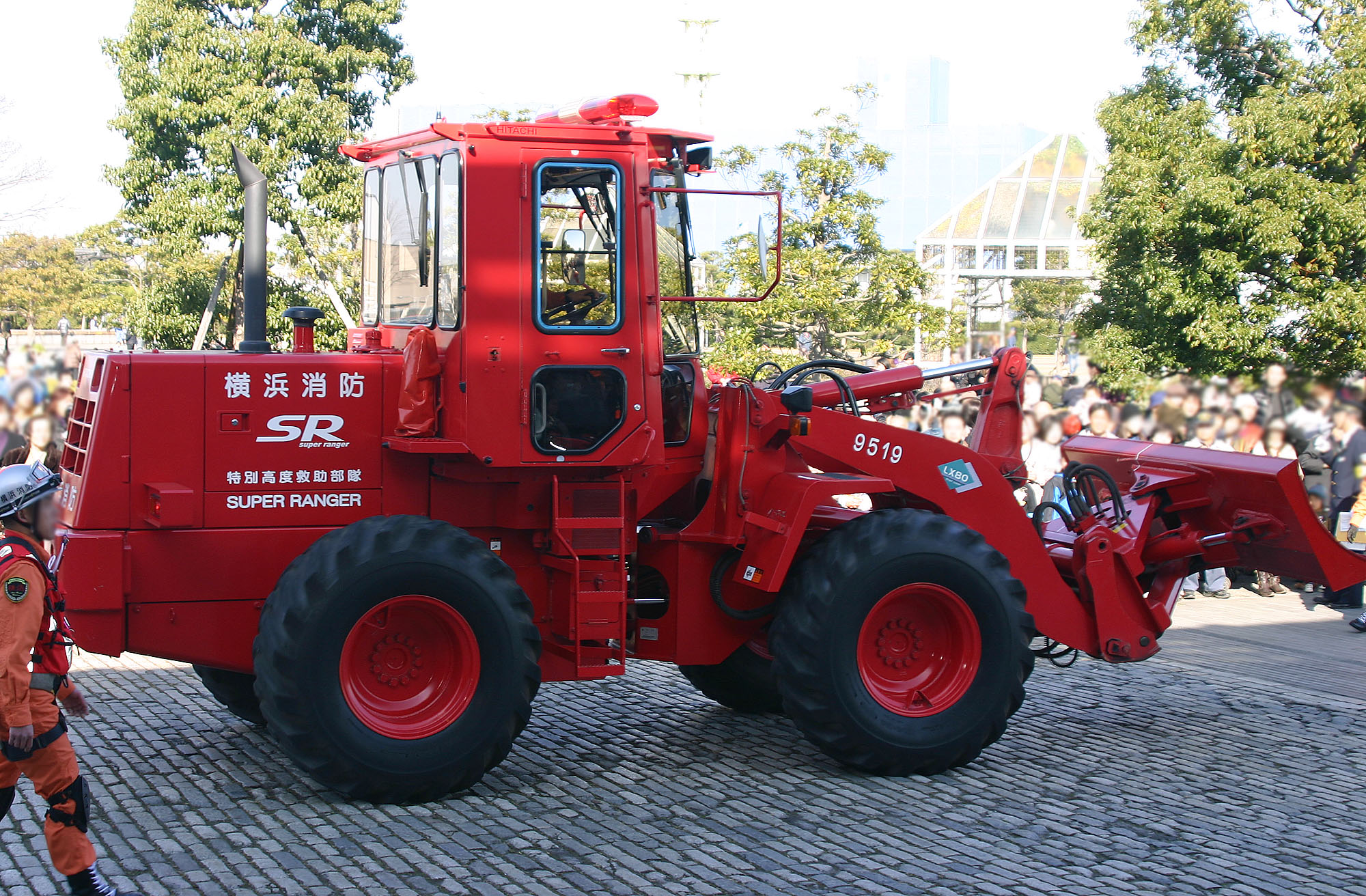
機動排除作業車(廃車済み)
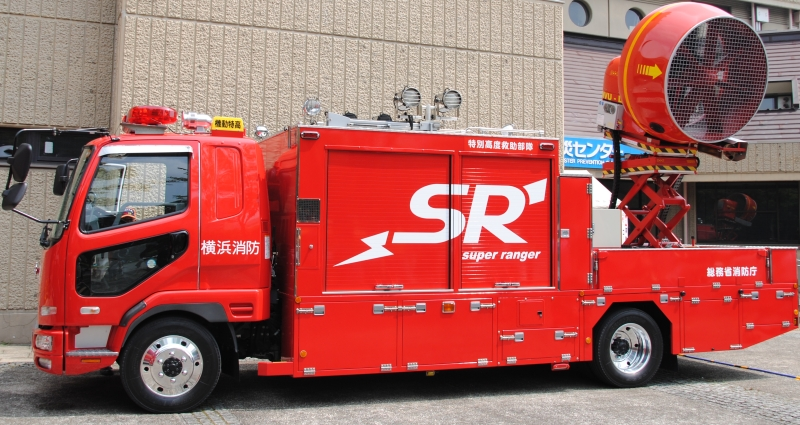
機動特別高度工作車
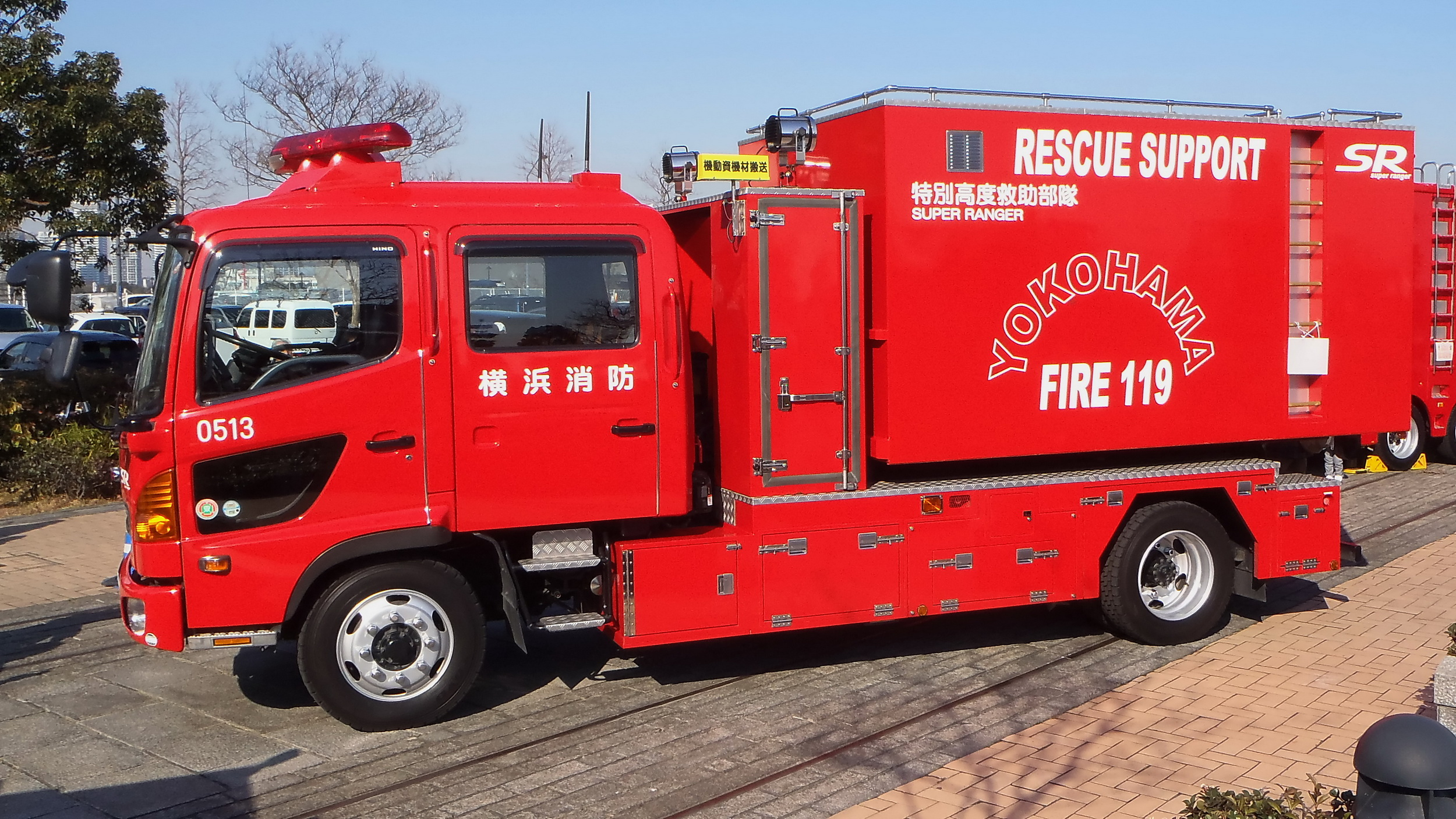
機動資機材搬送車
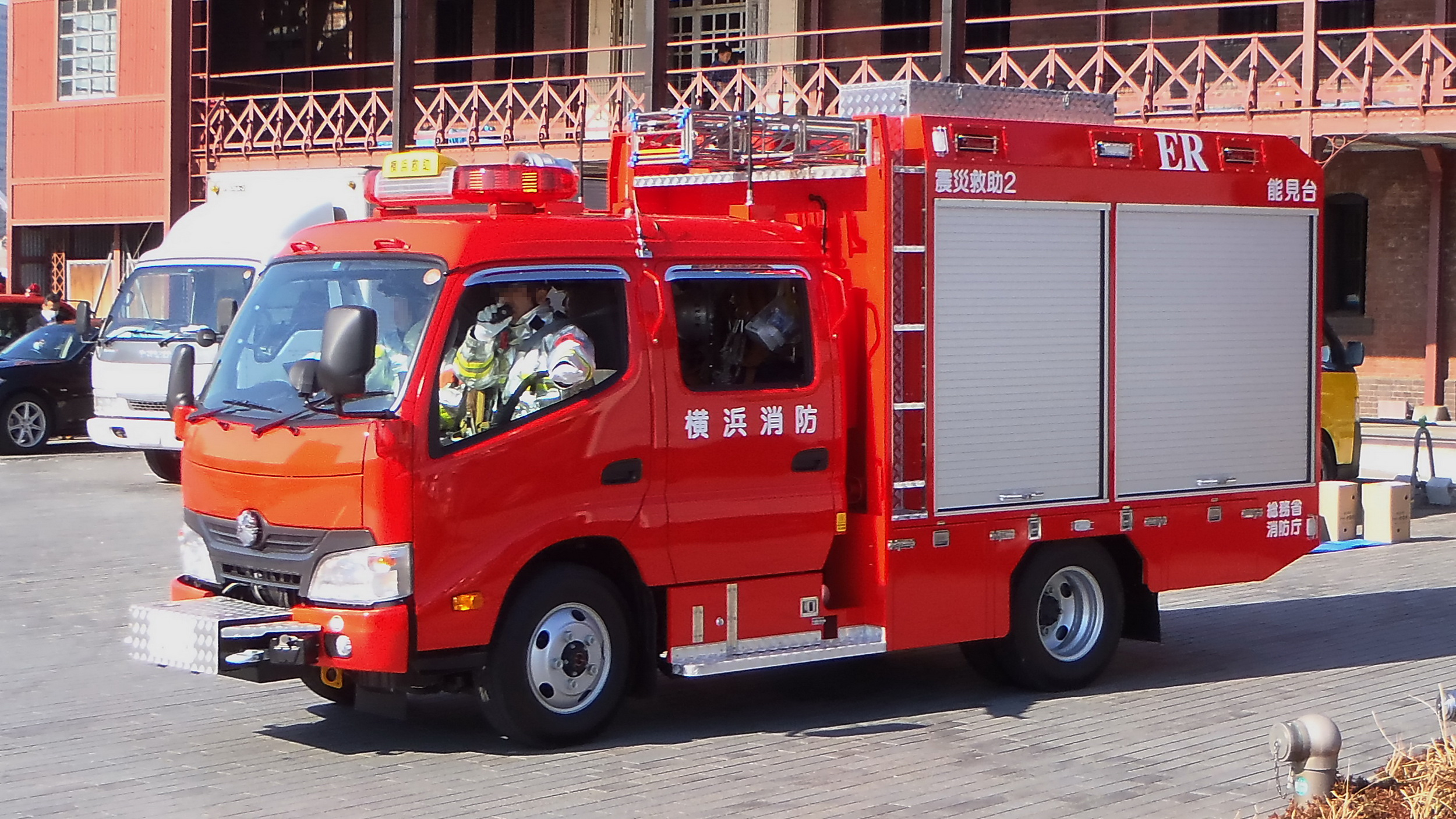
機動震災救助車 （※画像は特別高度救助部隊：SRの車両ではなく金沢消防署能見台消防出張所の震災救助車）

#### 横浜市民防災センター

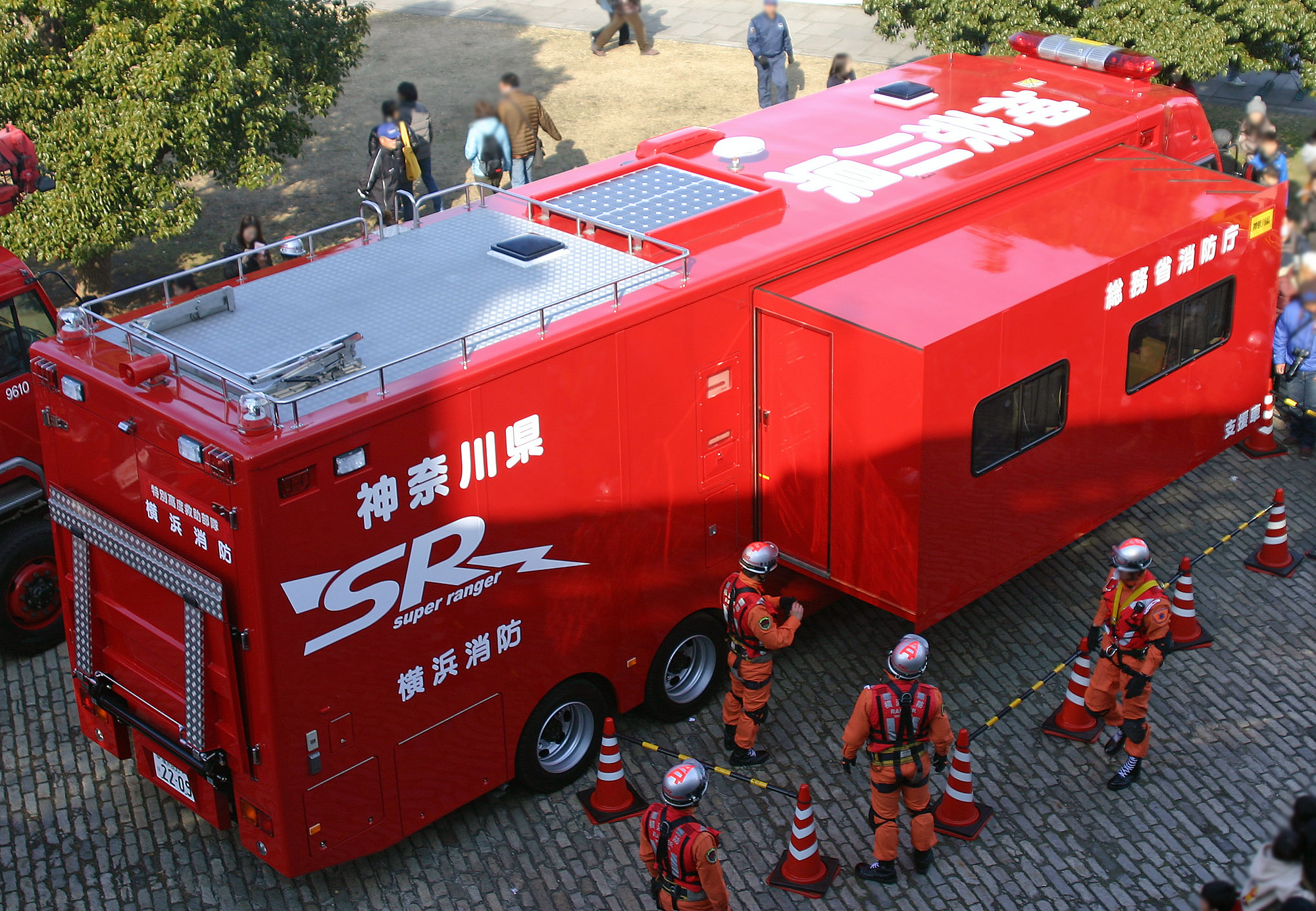
機動支援車
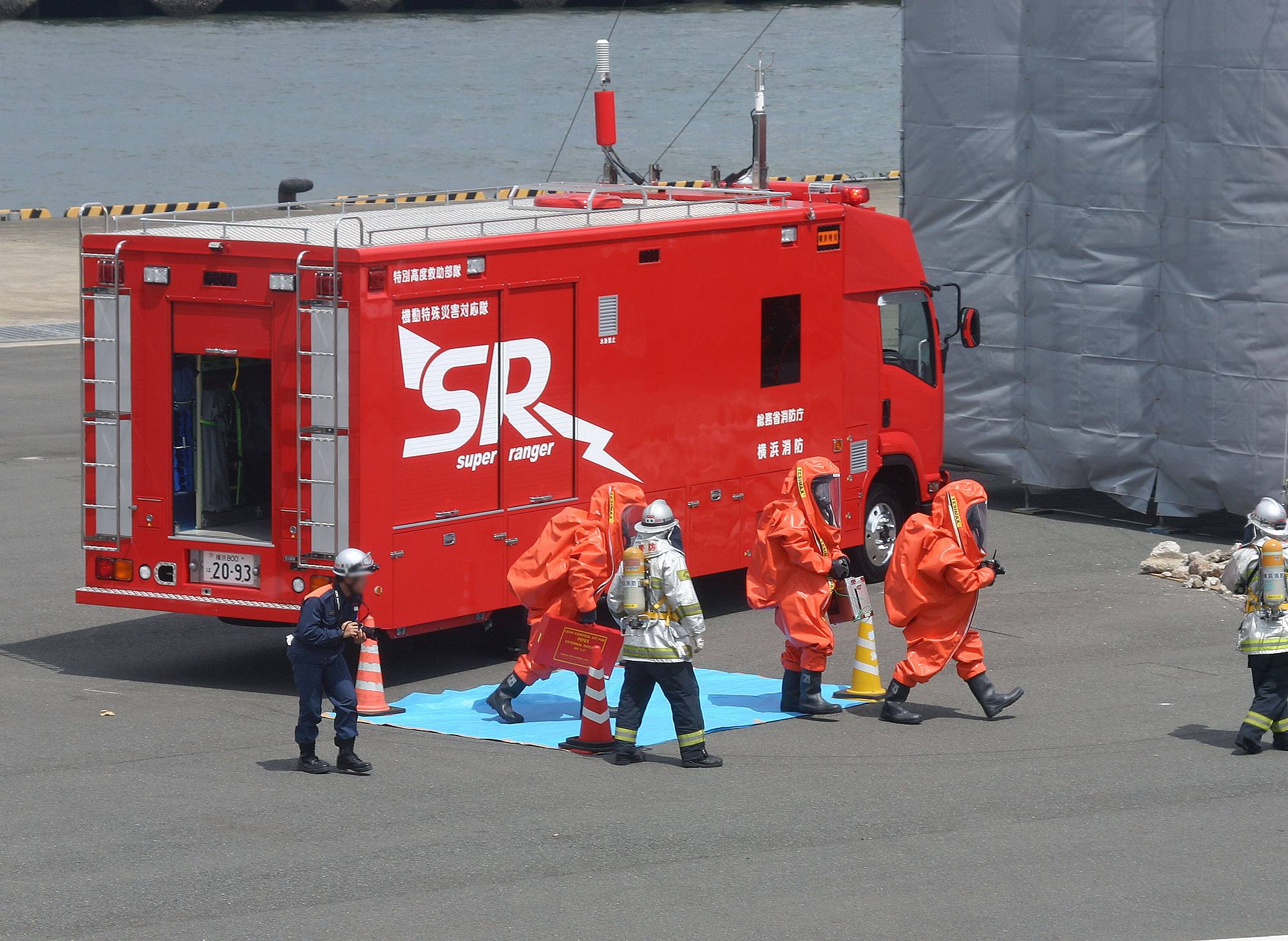
機動特殊災害対応自動車
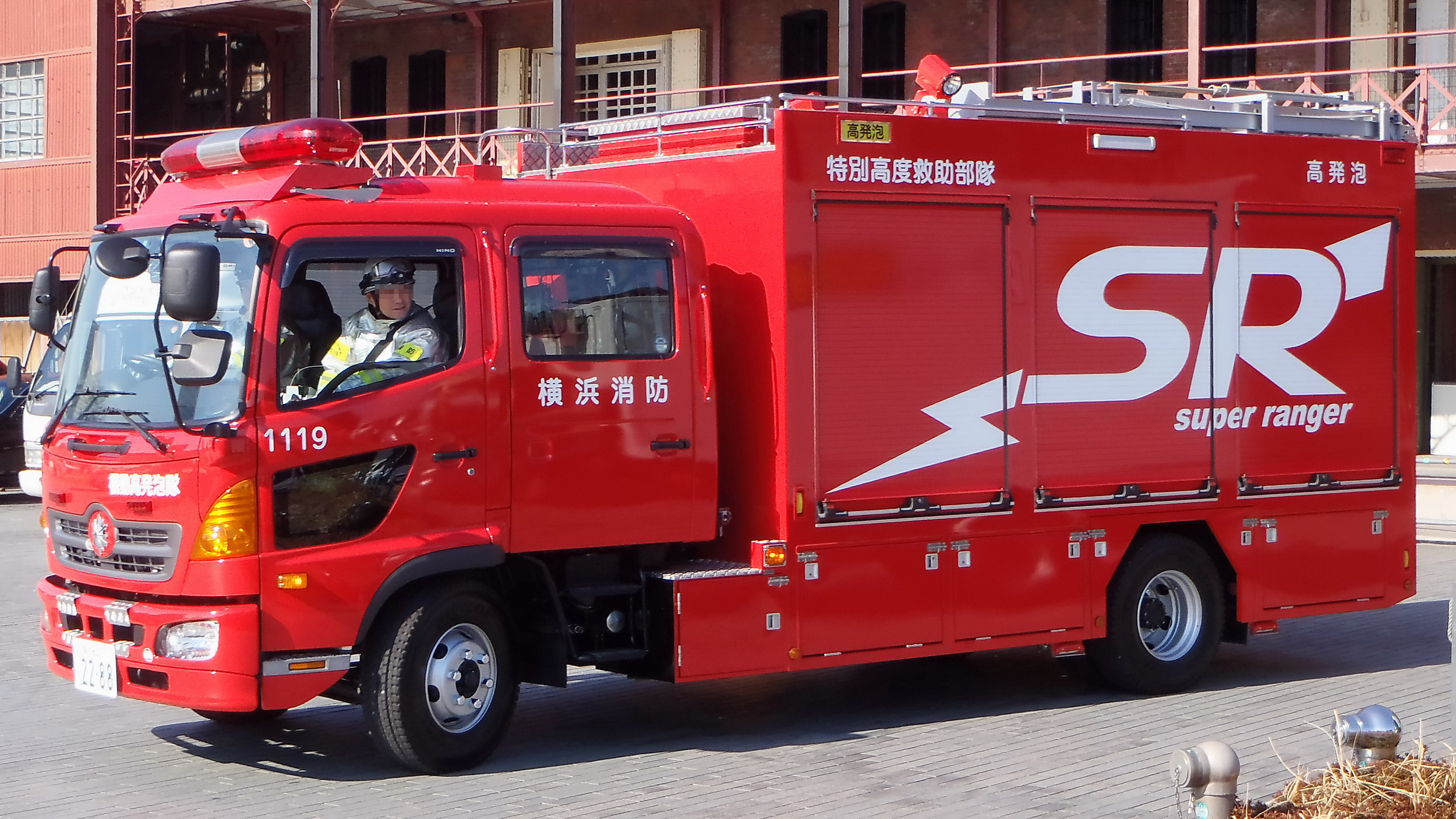
機動高発泡車
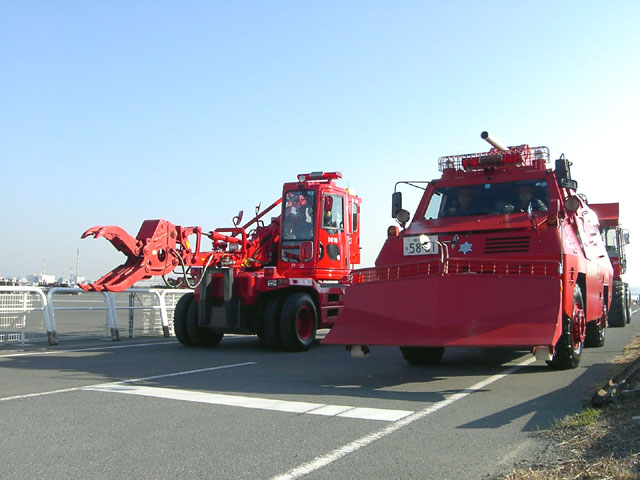
排除工作車（排除作業車）(緑消防署鴨居消防出張所)と耐熱救助車（耐熱装甲型救助車）（スーパーファイター327）（廃車済み）

## これまでに出動した 災害・事故

### 国内
- 消防相互応援協定としての活動
  - 阪神・淡路大震災（特別消防隊時代）
- 緊急消防援助隊としての活動 [8][9]
  - 特別消防隊・機動救助隊時代
    - 2000年4月：有珠山噴火災害
    - 2004年7月：新潟・福島豪雨災害
    - 2004年10月：新潟県中越地震
    - 2008年6月：岩手・宮城内陸地震

  - 特別高度救助部隊時代
    - 2011年3月：東北地方太平洋沖地震に伴う東日本大震災（東北地方での捜索・救助活動）[10]
    - 2011年3月：福島第一原子力発電所事故（使用済み核燃料プールへの放水活動）
    - 2013年10月：平成25年台風第26号に伴う伊豆大島土砂災害[11]。
    - 2018年9月：北海道胆振東部地震
    - 2021年7月　熱海市伊豆山土石流災害
    - 2024年1月：令和6年能登半島地震
    - 2025年3月：大船渡市山林火災

### 海外
- 国際消防救助隊（国際緊急援助隊救助チーム）としての活動[12]
  - 特別消防隊・機動救助隊時代
    - 1986年10月：エルサルバドル共和国地震災害（生存者2名救出）
    - 1997年9月：インドネシア森林火災
    - 2004年12月：インドネシア共和国スマトラ島沖地震
    - 2005年10月：パキスタン地震